# Crisis de refugiados ucraniana
La crisis de refugiados ucranianos es un gran movimiento de personas provenientes de Ucrania durante la invasión rusa de 2022. Comenzó con la entrada inicial de las tropas rusas el 24 de febrero de 2022 por la peninsula Crimea y las fronteras con Bielorrusia y Rusia. Incluso antes de la invasión, la Unión Europea y otros varios países europeos se estaban preparando para recibir refugiados por la escalada de la tensión internacional de 2021 entre Rusia y Ucrania.
Cientos de miles huyeron en los primeros días después del ataque. La mayoría ha encontrado refugio en países vecinos al oeste de Ucrania: Polonia, Hungría, Moldavia, Rumania y Eslovaquia. Muchos de los afectados buscan refugio en casas de familiares que viven en el exterior.
La Unión Europea y otros países han anunciado que estarán abiertos a los ucranianos para que los refugiados no tengan que pasar por un procedimiento de asilo. Las compañías ferroviarias de varios Estados, como Polonia y Alemania, permiten a los refugiados ucranianos viajar en tren de forma gratuita.
Las cifras de personas que huyen de Ucrania pueden cambiar rápidamente y, a menudo, son solo estimaciones. Los viajes de un país a otro no necesariamente están registrados oficialmente. Los ucranianos pueden viajar a algunos países de Europa sin visa. Se les puede permitir permanecer en el país por un período prolongado, como 90 días, sin un permiso especial. En otros lugares, deben solicitar asilo. Además, cruzar la frontera de un país no significa que la gente se quedará en ese país (permanentemente).
Debido a la continua acumulación militar a lo largo de la frontera con Ucrania, varios gobiernos vecinos y organizaciones de ayuda se prepararon para un posible evento de migración forzosa masiva durante semanas antes de la invasión real. El Ministerio de Defensa de Ucrania estimó en diciembre de 2021 que una invasión podría obligar potencialmente a entre tres y cinco millones de personas a huir de sus hogares.

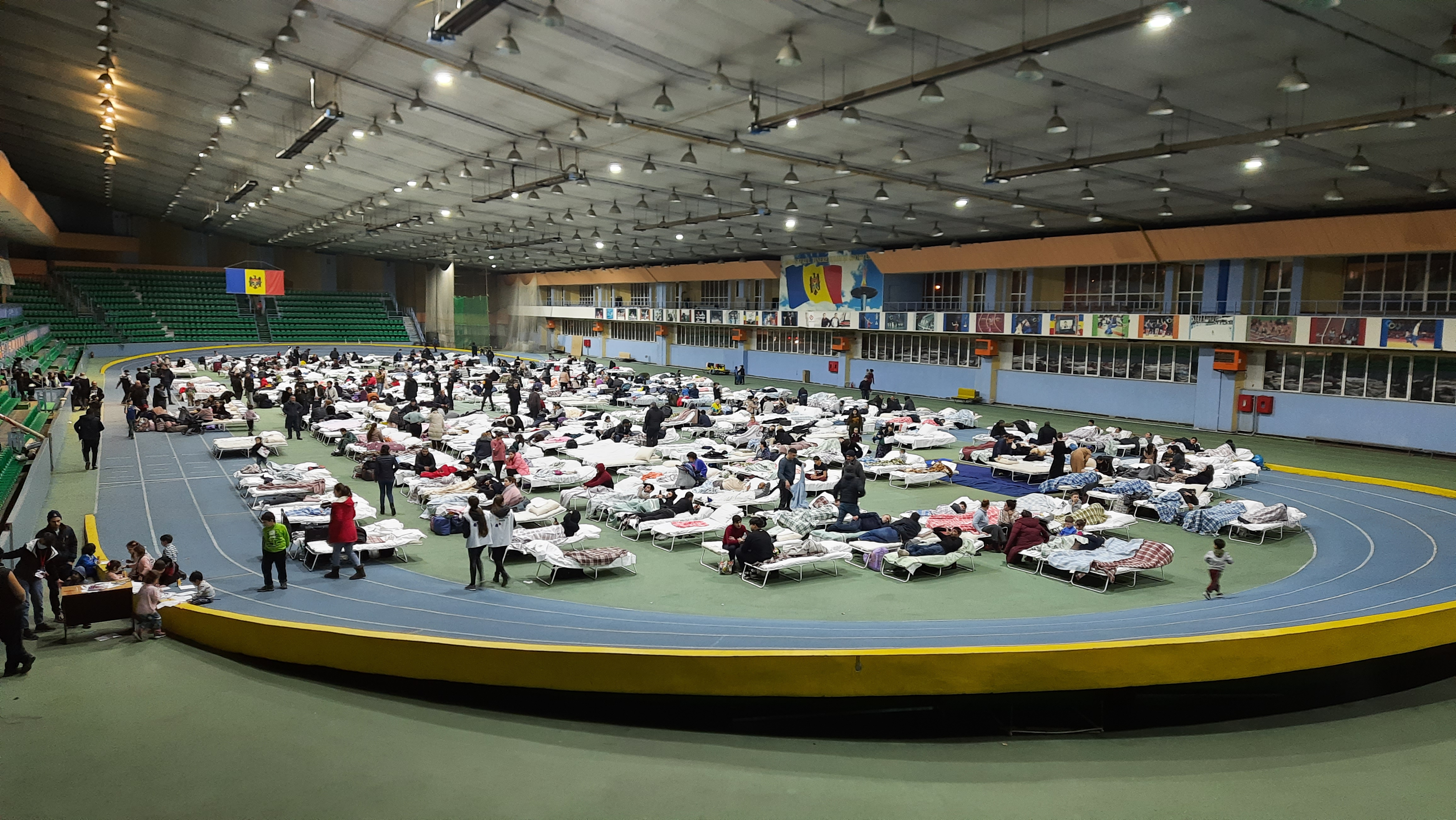
Uno de los centros de refugiados establecidos en Chisináu (Moldavia).

Se informó que los guardias fronterizos ucranianos no permitieron que varios no ucranianos (muchos de ellos estudiantes extranjeros atrapados en el país) cruzaran la frontera hacia naciones vecinas seguras, alegando que se estaba dando prioridad a los ciudadanos ucranianos para cruzar primero. El Ministro de Relaciones Exteriores de Ucrania dijo que no había restricciones para que los ciudadanos extranjeros salieran de Ucrania y que se le había dicho a la fuerza fronteriza que permitiera la salida de todos los ciudadanos extranjeros. Sin embargo, muchas personas que cruzaron la frontera hacia Polonia denunciaron malos tratos y racismo por parte de la policía fronteriza ucraniana. Frente a esto, representantes de tres naciones africanas en el Consejo de Seguridad de la ONU —Kenia, Ghana y Gabón— condenaron los informes de discriminación durante una reunión en la sede de la ONU en la ciudad de Nueva York el lunes 28 de febrero.
El 27 de febrero, el Alto Comisionado de las Naciones Unidas para los Refugiados (ACNUR) declaró que más de 268 000 personas habían huido de Ucrania desde el comienzo de la invasión.

## Números
- Cifras del Alto Comisionado de las Naciones Unidas para los Refugiados[7]

| Refugiados de Ucrania que solicitaron Asilo - ucranianos en cada país en diciembre de 2024 (solo países con más de 1.000 refugiados) * | Refugiados de Ucrania que solicitaron Asilo - ucranianos en cada país en diciembre de 2024 (solo países con más de 1.000 refugiados) * | Refugiados de Ucrania que solicitaron Asilo - ucranianos en cada país en diciembre de 2024 (solo países con más de 1.000 refugiados) * | Refugiados de Ucrania que solicitaron Asilo - ucranianos en cada país en diciembre de 2024 (solo países con más de 1.000 refugiados) * | Refugiados de Ucrania que solicitaron Asilo - ucranianos en cada país en diciembre de 2024 (solo países con más de 1.000 refugiados) * |
| --- | --- | --- | --- | --- |
| País | País | | Refugiados de Ucrania que solicitaron Asilo                                                                                            | Refugiados de Ucrania que solicitaron Asilo                                                                                            |
| Polonia | Polonia | | 1,866,605 | 1,866,605 |
| Alemania | Alemania | | 1,125,950 | 1,125,950 |
| Republica Checa | Republica Checa | | 623,285 | 623,285 |
| España | España | | 226,500 | 226,500 |
| Italia | Italia | | 200,605 | 200,605 |
| Bulgaria | Bulgaria | | 198,575 | 198,575 |
| Rumania | Rumania | | 183,975 | 183,975 |
| Países Bajos | Países Bajos | | 163,495 | 163,495 |
| Eslovaquia | Eslovaquia | | 157,910 | 157,910 |
| Austria | Austria | | 122,975 | 122,975 |
| Suiza | Suiza | | 111,485 | 111,485 |
| Francia | Francia | | 111,220 | 111,220 |
| Irlanda | Irlanda | | 110,960 | 110,960 |
| Lituania | Lituania | | 91,150 | 91,150 |
| Belgica | Belgica | | 90,165 | 90,165 |
| Noruega | Noruega | | 88,610 | 88,610 |
| Finlandia | Finlandia | | 76,625 | 76,625 |
| Suecia | Suecia | | 74,105 | 74,105 |
| Portugal | Portugal | | 71,605 | 71,605 |
| Moldavia | Moldavia | | 63,465 | 63,465 |
| Estonia | Estonia | | 63,205 | 63,205 |
| Letonia | Letonia | | 61,480 | 61,480 |
| Dinamarca | Dinamarca | | 57,760 | 57,760 |
| Hungría | Hungría | | 47,495 | 47,495 |
| Grecia | Grecia | | 32,570 | 32,570 |
| Chipre | Chipre | | 23,425 | 23,425 |
| Rusia | Rusia | | 14,970 | 14,970 |
| Montenegro | Montenegro | | 12,155 | 12,155 |
| Eslovenia | Eslovenia | | 12,230 | 12,230 |
| Luxemburgo | Luxemburgo | | 7,160 | 7,160 |
| Bielorusia | Bielorusia | | 5,035 | 5,035 |
| Turquía | Turquía | | 2,930 | 2,930 |
| Georgia | Georgia | | 1,625 | 1,625 |
| Reino Unido | Reino Unido | | 1,435 | 1,435 |

La Oficina de Naciones Unidas para la Coordinación de Asuntos Humanitarios estimó el 27 de febrero que habrá 7,5 millones de refugiados nacionales en dos meses en Ucrania. 18 millones de personas están afectadas por el conflicto y 12 millones necesitarán ayuda sanitaria. Hasta cuatro millones de personas han huido antes de la guerra.
En la Conferencia de las Naciones Unidas sobre los Refugiados, el domingo 27 de febrero de 2022, se anunció que desde la guerra han huido más de 368.000 personas de Ucrania. Con más de 600.000 refugiados que se cree que han huido de Ucrania a los países vecinos a partir del 1 de marzo de 2022, la Agencia de las Naciones Unidas para los Refugiados (ACNUR) temía que la situación pudiera degenerar en "la mayor crisis de refugiados de Europa este siglo".

### Población ucraniana no nativa
Los reclamos de trato desigual por parte de los guardias fronterizos y otras autoridades por parte de los refugiados ucranianos no nativos se plantearon unos días después de la crisis.  Muchos extranjeros afirman haber sido obligados a quedarse al final de las filas, y algunos alegan que los guardias los golpearon y les rasgaron la ropa, sin embargo, esta no es una situación vista por todos.

## Alojamiento y ayuda

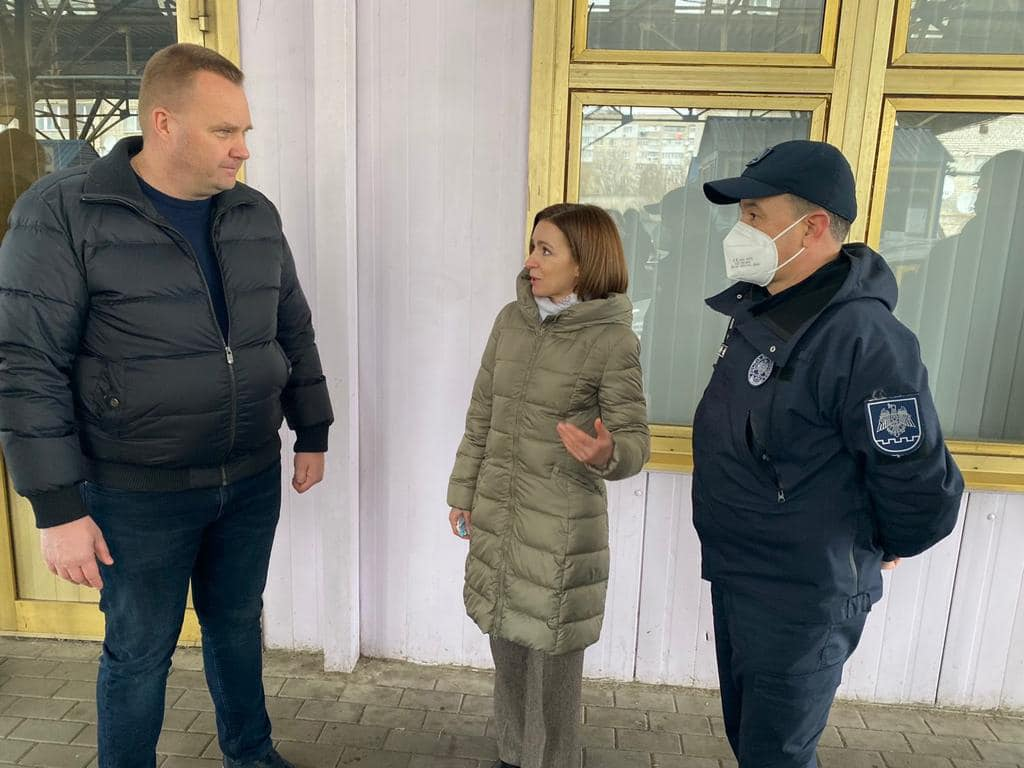
La presidenta de Moldavia Maia Sandu se encuentra en la frontera entre su país y Ucrania para gestionar la llegada de refugiados.

El cofundador de Airbnb y otros dos funcionarios enviaron cartas a los líderes europeos de las naciones que comparten frontera con Ucrania ofreciendo a las empresas apoyo para albergar refugiados temporalmente. El esquema sería financiado por donaciones realizadas a través de los sitios Refugee Fund y con el apoyo de los anfitriones en la plataforma. Organizaciones como UNICEF, el Alto Comisionado de las Naciones Unidas para los Refugiados, el Comité Internacional de Rescate, el Comité Unido de Ayuda Estadounidense de Ucrania y otras comenzaron a aceptar donaciones monetarias para ayudar a los refugiados y a los afectados por la crisis. Otros, como Kiev Independent, comenzaron campañas de GoFundMe para recaudar dinero para causas específicas o piden a las personas que donen artículos físicos.

#### Acogida en la Unión Europea
Según el Alto Comisionado de las Naciones Unidas para los Refugiados (ACNUR), entre febrero y mediados de octubre de 2022, más de 7,6 millones de ucranianos habían huido hacia la Unión Europea. Además, el Alto Comisionado Filippo Grandi, confirmó que este era el mayor flujo de refugiados desde el fin de la Segunda Guerra Mundial en Europa.
El 27 de febrero anterior la Unión Europea acordó acoger a refugiados ucranianos durante un máximo de tres años sin que solicitaran asilo; adicionalmente, el 3 de marzo, fue aprobada la Directiva de Protección Temporal por primera vez en su historia para que los refugiados no tengan que pasar por el procedimiento estándar de asilo de la Unión.
No obstante, varios Estados miembros de la Unión ya habían iniciado acciones individuales con anterioridad. Ya el 24 de febrero, Letonia aprobó un plan de contingencia para recibir y alojar a unos 10 000 refugiados de Ucrania, y Hungría anunció que todas las personas que cruzasen la frontera desde Ucrania serían admitidas. Al día siguiente, para facilitar los cruces fronterizos, Polonia y Rumania levantaron las reglas de entrada por la pandemia de COVID-19. Dos días después, Belgíca anunció que se asignarán tres millones de euros para ayuda humanitaria adicional a Ucrania y, Eslovaquia aseguró que daría dinero a las personas que ayudaran a los refugiados ucranianos. Al final de la semana, los Países Bajos manifestó que los ucranianos en podían quedarse durante tres meses en este país y que durante este tiempo, básicamente tendrían que encontrar su propio alojamiento ya que, según el gobierno, los centros de asilo estaban superpoblados y la vida allí conllevaba restricciones.

#### Acogida en Rusia
El 18 de febrero de 2022, el líder de la RPD, Denis Pushilin, anunció que los habitantes de la RPD debían evacuar a Rusia debido a la amenaza de ataque de Ucrania. Más tarde, Leonid Pasechnik, jefe de la RPL, hizo lo mismo y anunció que la población civil de la RPL iba a ser evacuada a Rusia. Sin embargo, Ucrania negó las acusaciones de iniciar una ofensiva contra las dos repúblicas. El primer tren para la evacuación partió hacia Rusia el 19 de febrero. Según el Ministerio de Situaciones de Emergencia de Rusia, 50 000 evacuados del Dombás habían llegado a Rusia en los dos primeros días desde el anuncio de la evacuación.

#### Acogida en México
el Gobierno de México, ha permitido la instalación de campamentos de refugiados ucranianos en las ciudades fronterizas del norte, siendo Tijuana la ciudad que más ha albergado refugiados ucranianos, se estiman 9 902 ciudadanos ucranianos, 531 refugiados en la Ciudad de México y 18 refugiados en Cancún, cruzando la frontera hacia Estados Unidos y algunos pidiendo asilo de guerra en México, convirtiendo al país norteamericano, en el país de América Latina con el mayor número de ucranianos.
La llegada de miles de ucranianos, rusos y bielorrusos, en los últimos meses del año, quienes ingresan como turistas por vía aérea en Cancún, Los Cabos, Ciudad de México y frontera de Guatemala, con la intención de llegar a los Estados Unidos en el menor tiempo posible y solicitar el asilo de Guerra al ingresar por California y Texas; la mayoría de los refugiados cuenta con familiares y amistades en los Estados Unidos, pero algunos han encontrado dificultades de acceso a los Estados Unidos y su estancia en México se ha prolongado más de lo previsto. Para evitar conflictos con Instituto Nacional de Migración, el gobierno de México, ha designado el asilo permanente para todos los ciudadanos ucranianos y rusos que han llegado al país como turistas o refugiados de guerra. Esta medida emergente de ayuda humanitaria ha sido utilizada en dos ocasiones en México del siglo XX, la primera fue durante la Guerra Civil Española y la segunda fue durante la Segunda Guerra Mundial.

#### Acogida en República Dominicana
Después de México, la República Dominicana es el segundo país latinoamericano que más refugiados ucranianos en situación de guerra, se estima unos 3 000 refugiados que quedaron varados en diversas zonas turísticas del país, el gobierno dominicano ha creado programas de asistencia humanitaria para albergar refugio en la isla caribeña y al mismo tiempo; realizar trámites de asilo para poder ingresar a los Estados Unidos como refugiados de guerra.

#### Otros lugares de acogida
Por su parte, el Ministerio del Interior de Moldavia, dijo el 25 de febrero que más de 15 800 ciudadanos ucranianos habían cruzado la frontera hacia Moldavia.